# Liste des monuments historiques des Côtes-d'Armor
Cet article recense les monuments historiques du département des Côtes-d'Armor, en France.
- Pour les monuments historiques de la commune de Dinan, voir la liste des monuments historiques de Dinan
- Pour les monuments historiques de la commune de Lannion, voir la liste des monuments historiques de Lannion
- Pour les monuments historiques de la commune de Saint-Brieuc, voir la liste des monuments historiques de Saint-Brieuc
- Pour les monuments historiques de la commune de Tréguier, voir la liste des monuments historiques de Tréguier

## Statistiques
Au 21 juillet 2025, les Côtes-d'Armor comptent 847 édifices comportant au moins une protection au titre des monuments historiques, dont 277 sont classés et 590 sont inscrits. Le total des monuments classés et inscrits est supérieur au nombre total de monuments protégés car plusieurs d'entre eux sont à la fois classés et inscrits.
La liste suivante les recense, organisés par commune.

## Liste
Pour des raisons de taille, la liste est découpée en deux :
- communes débutant de A à O : liste des monuments historiques des Côtes-d'Armor (A-O) ;
- communes débutant de P à Z : liste des monuments historiques des Côtes-d'Armor (P-Z).